# Currywurst

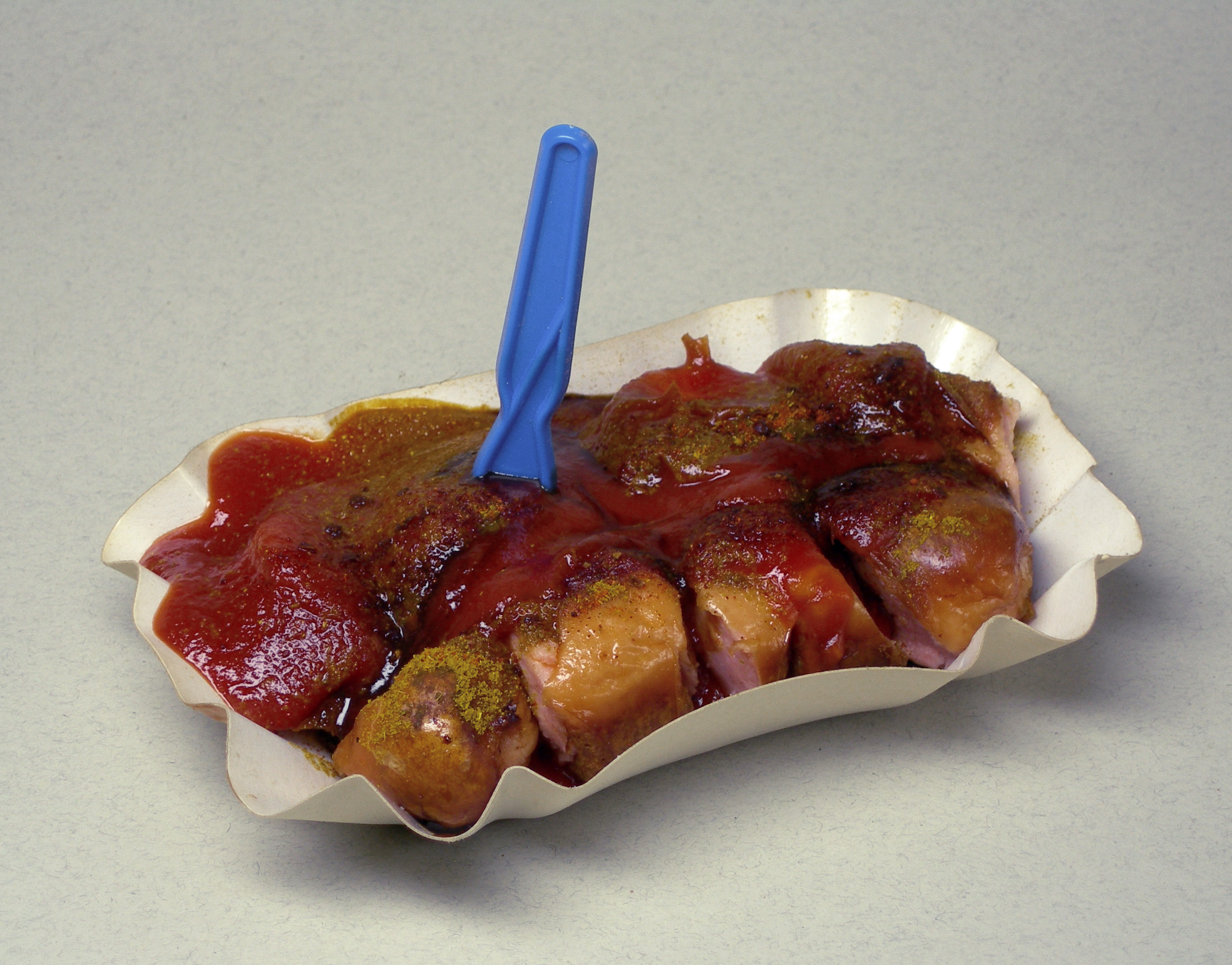
Currywurst met saus

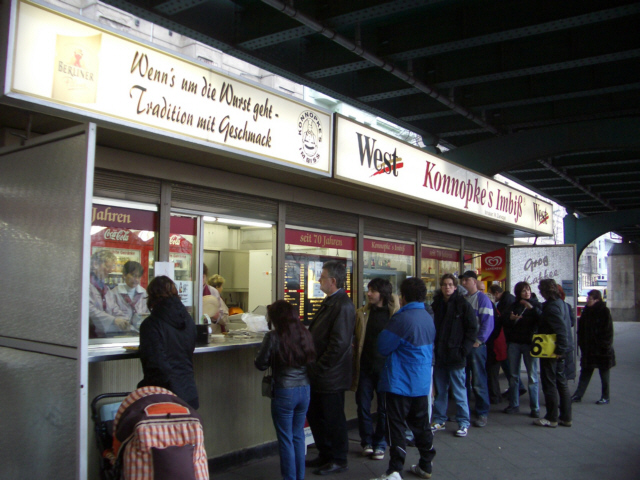
Een Berlijnse snackbar waar currywurst wordt verkocht

Currywurst is een Duits fastfoodgerecht bestaande uit worst geserveerd met currysaus.
Currywurst is naast de bratwurst een van de meest gegeten worsten in Duitsland. Op veel drukke plekken, warenmarkten en Weihnachtsmarkten is wel een verkoper van deze worst te vinden.
De worst wordt gegrild, daarna in stukken gesneden, voorzien van kerriepoeder en -saus en daarna op een kartonnen bordje geserveerd. Anders dan bij bratwurst wordt de currywurst niet standaard met een broodje gegeten. Vaak heeft men de keuze uit een portie friet (Pommes Frites, Pommes of Fritten in het Duits) of een broodje. Dit broodje wordt dan vaak gebruikt om in de saus te 'dopen'.

## Geschiedenis
De currywurst werd in 1949 in Berlijn uitgevonden door snackbarhoudster Herta Heuwer (1913-1999).
Schrijver Uwe Timm schreef in 1993 de novelle Die Entdeckung der Currywurst, waarin hij de uitvinding plaatst in 1947 in Hamburg, maar dit is verzonnen.
In 2009 werd in Berlijn het Deutsches Currywurst Museum geopend.

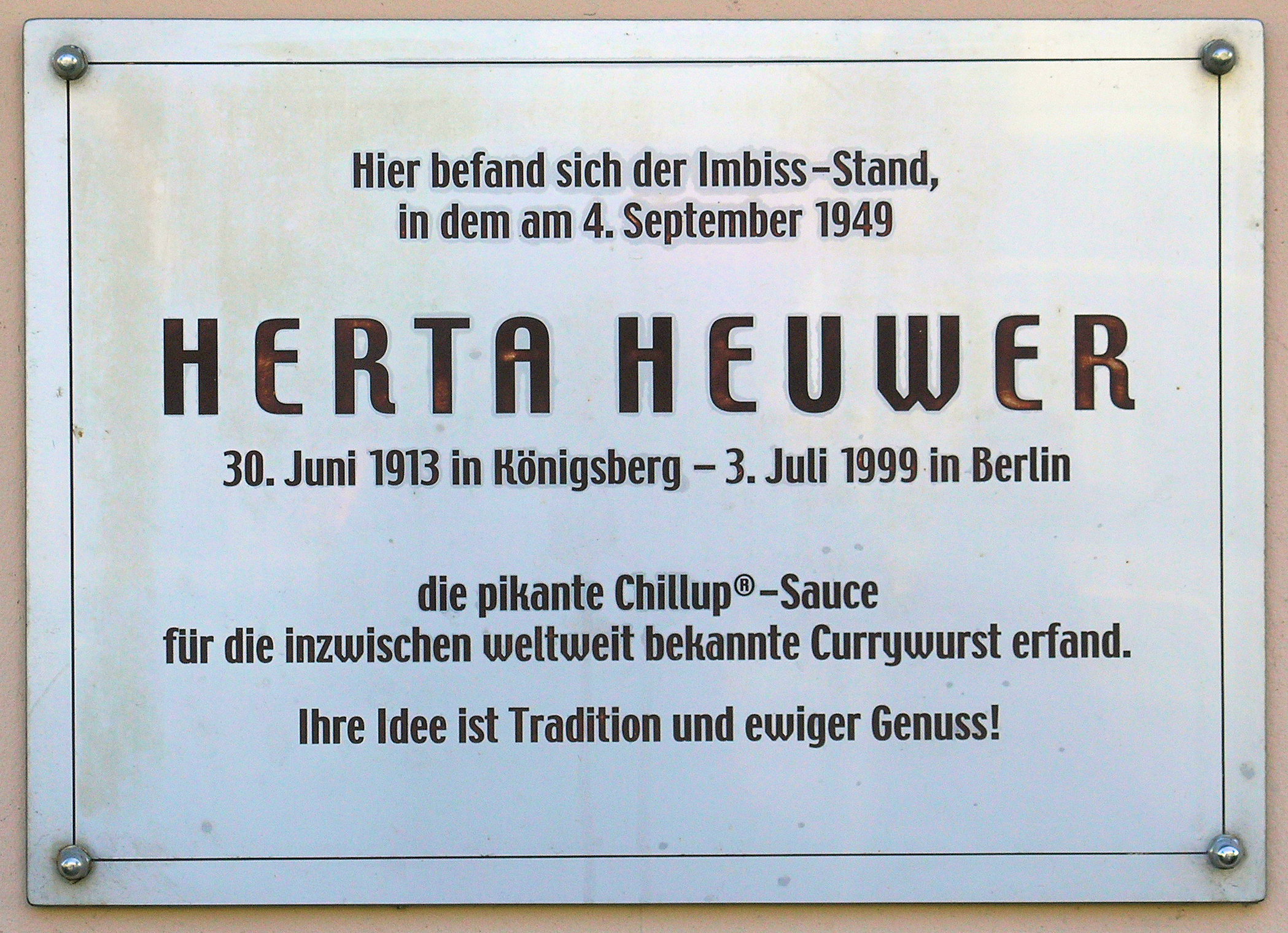
Gedenksteen voor Herta Heuwer
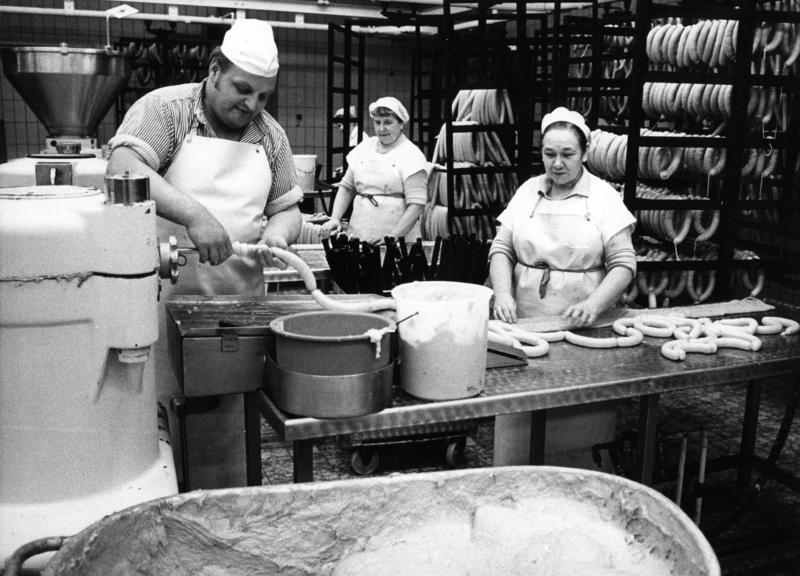
Worstproductie bij Volkswagen in de jaren 1970
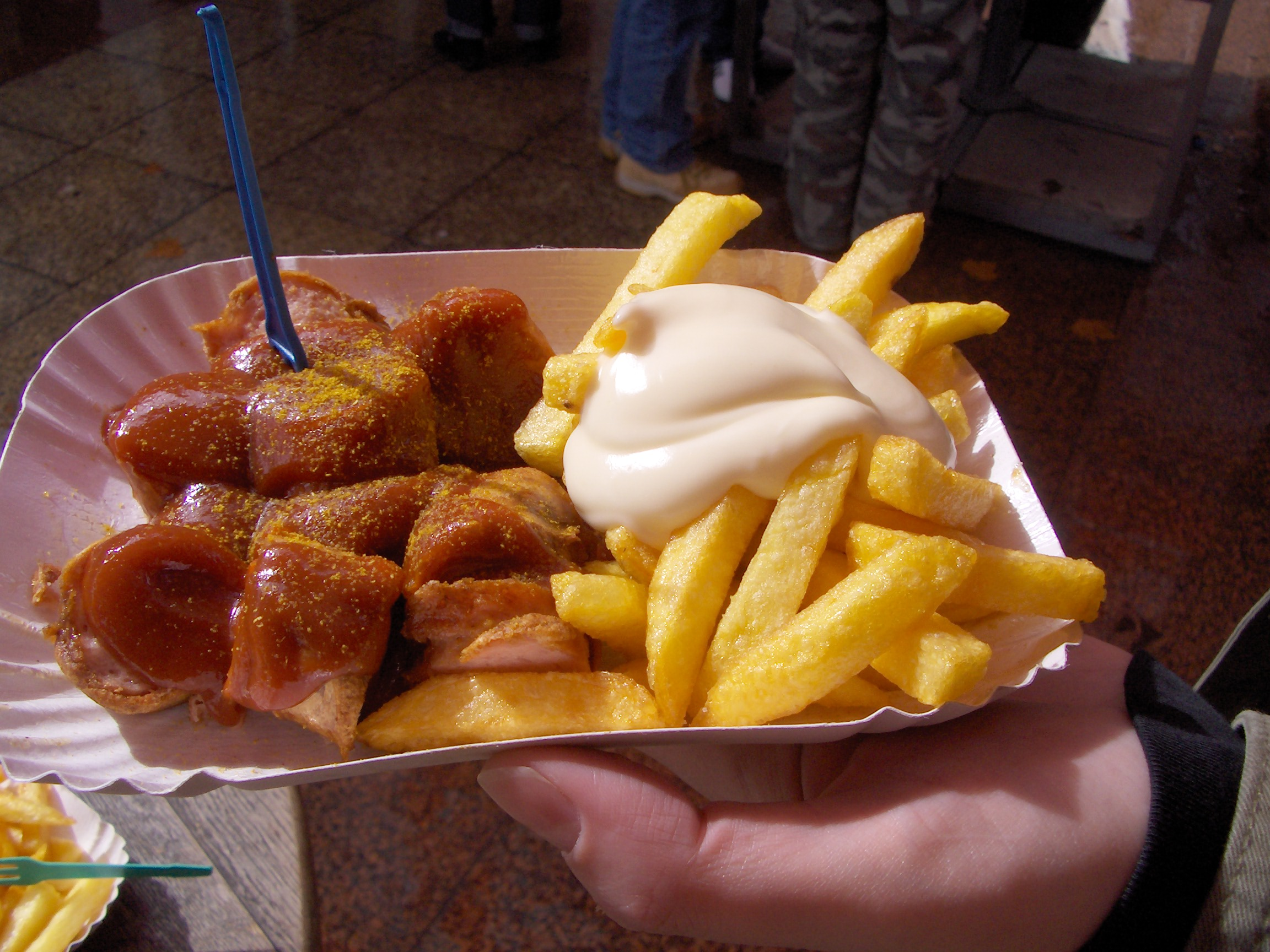
Currywurst met friet